# Бибиков, Георгий Николаевич
Георгий Николаевич Бибиков (14 (27) ноября 1903 года, Полтава, Полтавская губерния, Российская империя — 8 августа 1976 года, Ленинград, СССР) — российский советский живописец, график, иллюстратор, монументалист и театральный художник, член Ленинградского Союза художников.

## Биография
Родился 14 (27) ноября 1903 года в Полтаве. В 1920—1925 годах учился в Омском художественно-промышленном училище, в 1925—1930 годах — в ленинградском ВХУТЕИН — ИНПИИ на факультете живописи. Дипломная работа — «Физкультура».
Участвовал в выставках с 1920 года, экспонируя свои работы вместе с произведениями ведущих мастеров изобразительного искусства Ленинграда. Член и экспонент художественных объединений «СОРАБИС» (с 1921), «Октябрь» (1930—1932). Член Ленинградского Союза советских художников с 1932 года. Писал жанровые картины, пейзажи, портреты, натюрморты. Оформлял спектакли. Автор картин «Грузчики» (1926), «Стекольщик» (1927), «Молодые краснофлотцы получают обмундирование» (1933), "Стратостат «Осоавиахим» (1935), "С. М. Киров на заводе «Электросила» (1936), «Привет победителям» (1937), «Натюрморт» (1953), «Окопная правда» (1957), «Пороховые» (1958), «Осень» (1962) и других.
Скончался 8 августа 1976 года в Ленинграде на 73-м году жизни.
Произведения Г. Н. Бибикова находятся в Государственном Русском музее, в музеях и частных собраниях России, Украины, Германии, Франции.

## Выставки
- 1954 год (Ленинград): Весенняя выставка произведений ленинградских художников.
- 1957 год (Ленинград): 1917 - 1957. Выставка произведений ленинградских художников.
- 1958 год (Ленинград): Осенняя выставка произведений ленинградских художников.
- 1962 год (Ленинград): "Осенняя выставка произведений ленинградских художников".